# Estación Sakae
La estación Sakae (栄駅 Sakae-eki?) pertenece a las líneas Higashiyama y Meijō, es operada por el Buró de transporte de la ciudad de Nagoya, y está identificada como H-09 y T-07 respectivamente. Se encuentra ubicada en el barrio de Sakae, Naka, en la ciudad de Nagoya, prefectura de Aichi, Japón. La estación abrió el 15 de noviembre de 1957 con el nombre de Sakae-machi (栄町 Sakaemachi?) y solo operando con la línea Higashiyama. El 1 de junio de 1966 fue renombrada como Fushimi y el 15 de octubre de 1965 fue conectada con la línea Meijō.
Presenta una tipología de andenes laterales, en dos niveles, dos por línea. Y cuenta con 11 accesos en total, como así también escaleras mecánicas y ascensor.

## Otros medios
- Bus de Nagoya
  - Líneas: 1, 17, 18, 20, 21, 23, 11, 12, 13, 14, 15, 16, 24, 25 y 27.

## Sitios de interés
- Centro comercial subterráneo del Parque Central
- Edificio Sakae Sun City
- Edificio Chunichi
  - Sede del Chunichi Dragons
  - Teatro Chunichi
- Edificio Oasis 21 (terminal de autobuses)
- Edificio Sunshine Sakae
- Parque Hisaya Ōdori
- Centro de Artes de Aichi
  - Museo de Arte de la prefectura de Aichi
- Edificio NHK Nagoya
- Edificio de la Radiodifusora de televisión Tokai
- Sede de la Compañía eléctrica de Chubu

## Imágenes

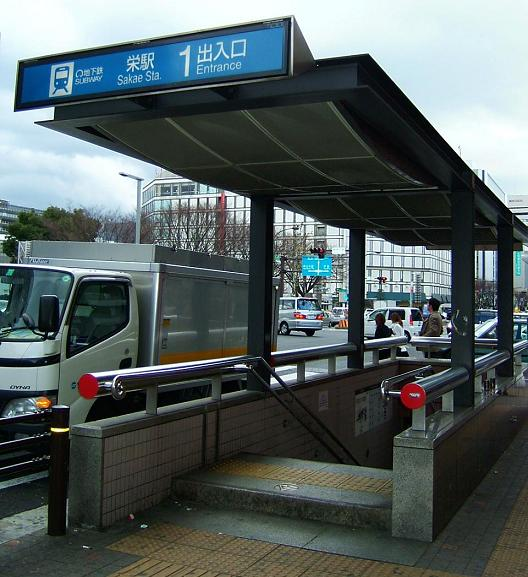
Acceso N° 1.
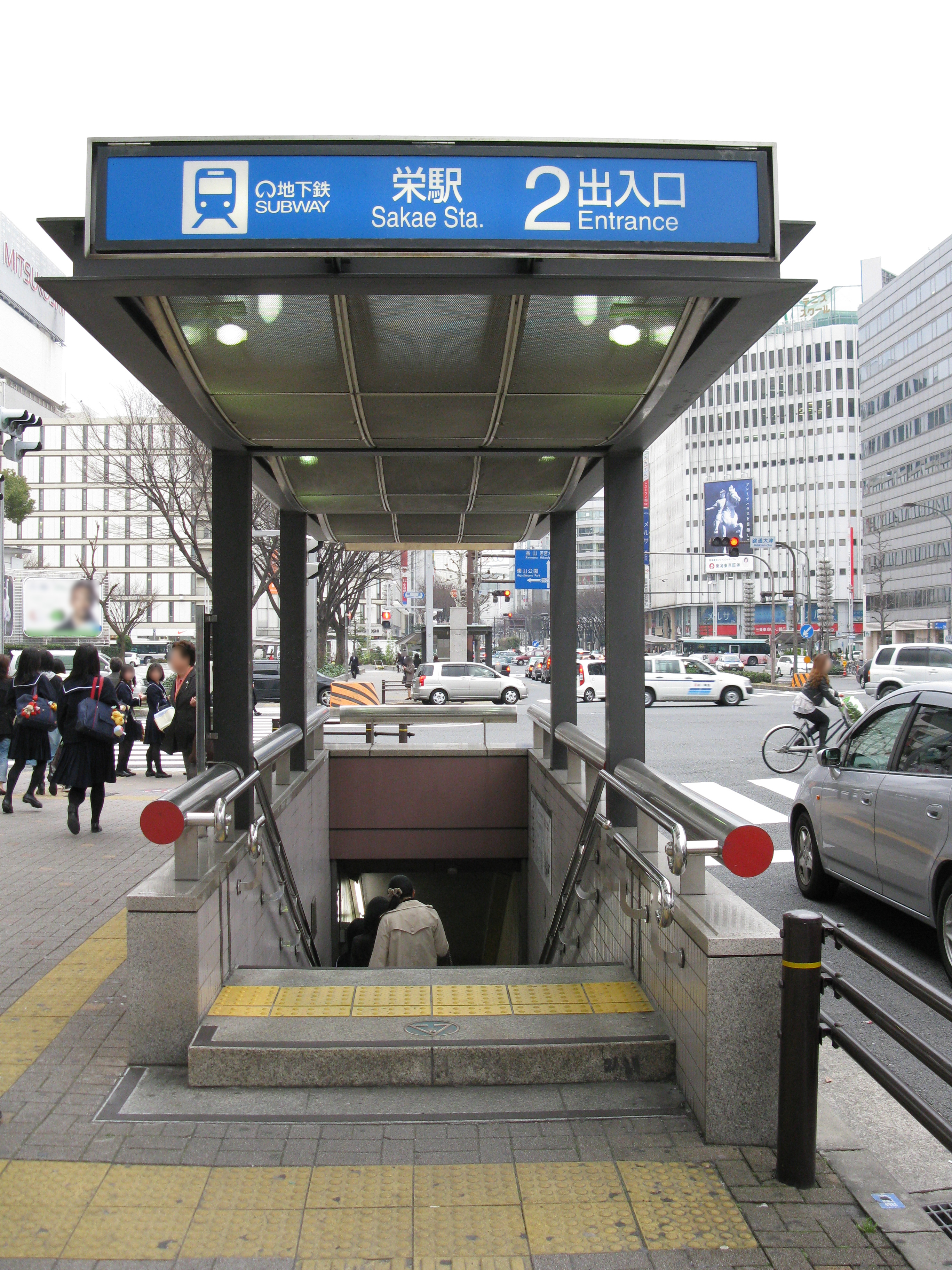
Acceso N° 2.
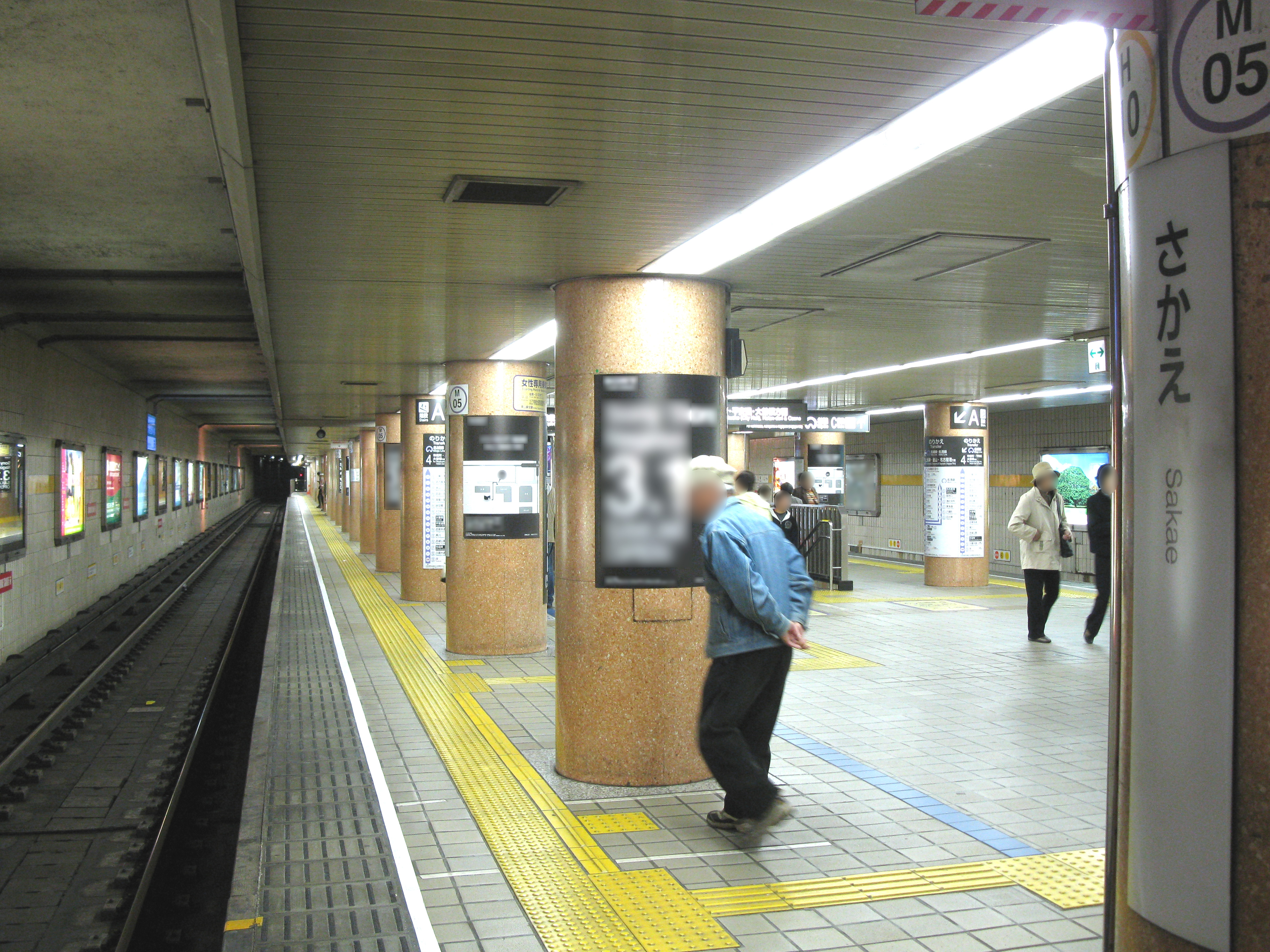
Andén de la línea Higashiyama.
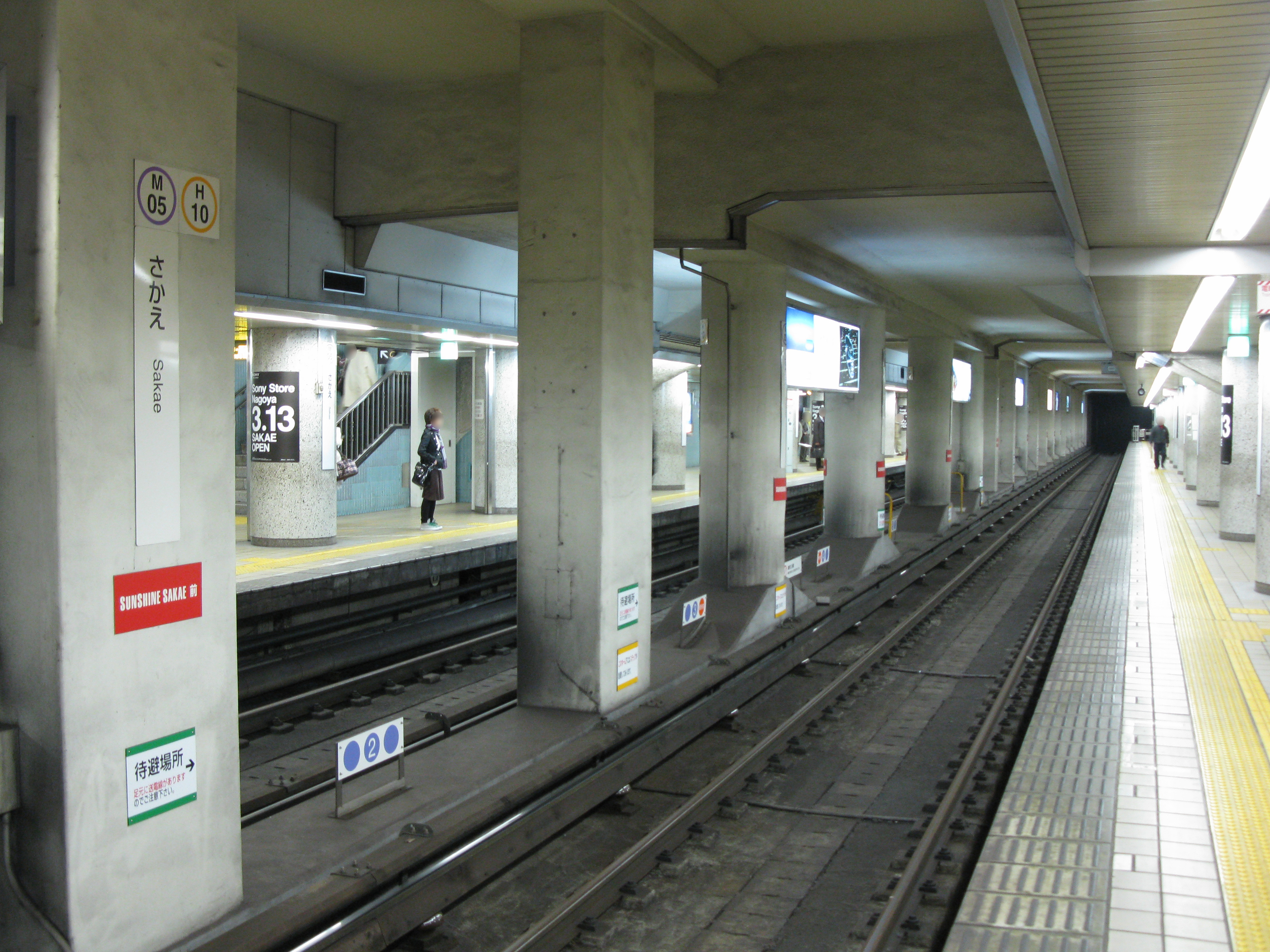
Andén de la línea Meijō.
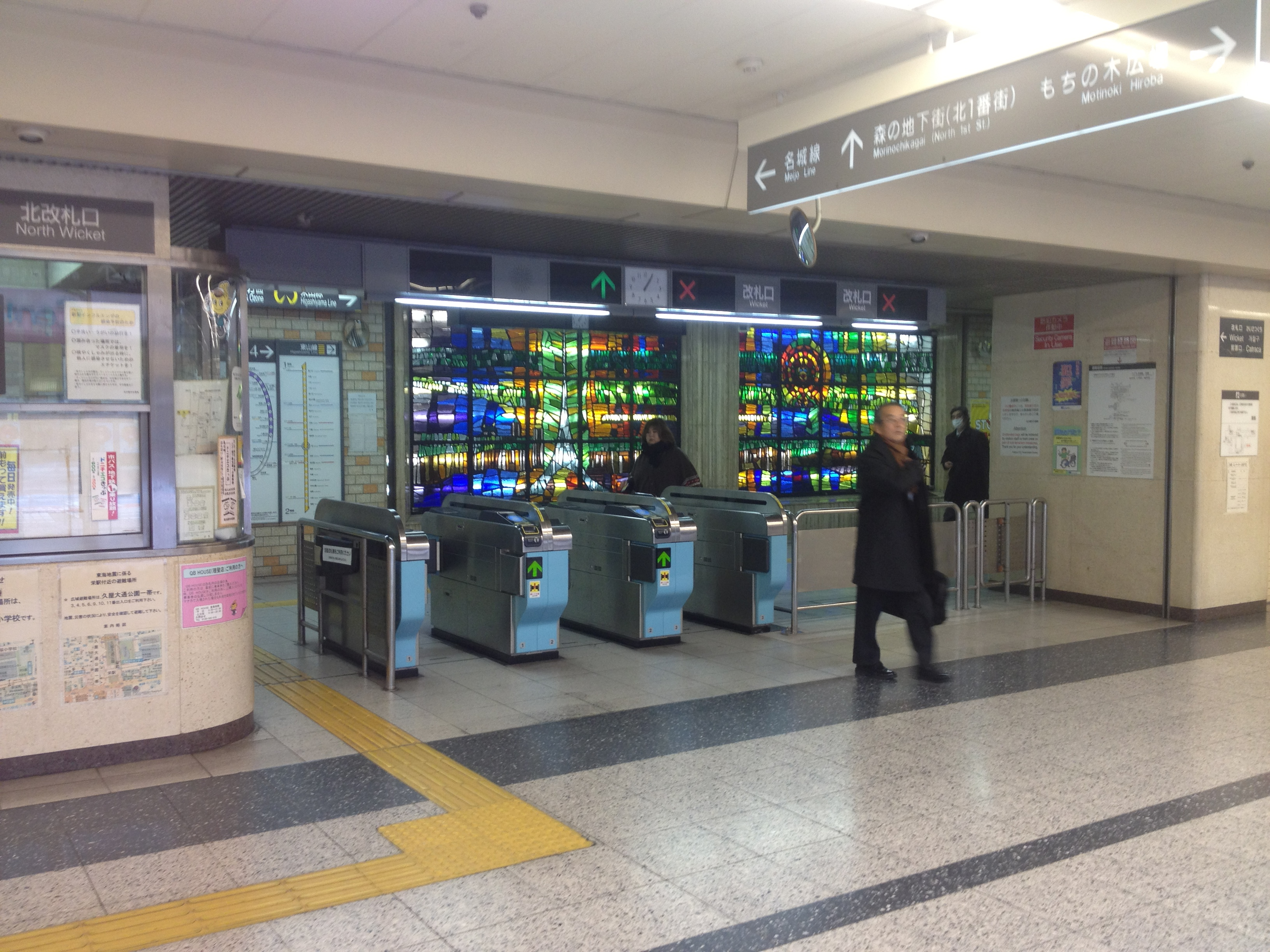
Boletería.